# Playa Brítopolis
Playa Brítopolis ist eine Ortschaft in Uruguay.

## Geographie
Sie befindet sich auf dem Gebiet des Departamento Colonia in dessen Sektor 4. Playa Brítopolis liegt dabei an der Küste des Río de la Plata. Im Osten grenzt unmittelbar Playa Azul an.

## Einwohner
Der Ort hatte bei der Volkszählung im Jahr 2004 110 Einwohner.
| Jahr | Einwohner |
| ---- | --------- |
| 1963 | 51        |
| 1975 | 46        |
| 1985 | 76        |
| 1996 | 53        |
| 2004 | 110       |

Quelle: Instituto Nacional de Estadística de Uruguay